# Auning (Norddjurs)
Auning ist eine dänische Stadt mit rund 3000 Einwohnern in der Norddjurs Kommune. Sie liegt im Osten von Jütland, etwa 30 km nordöstlich von Aarhus. 
Der ehemalige Herrensitz Gammel Estrup liegt außerhalb der Gemeinde und beherbergt unter anderem das Landadelsmuseum „Danmarks Herregårdsmuseum“ und das landwirtschaftlich ausgerichtete Museum „Det grønne Museum“.
Auning bietet als lokales Zentrum eine Vielzahl von lokalen Geschäften, Supermärkten, Restaurants sowie eine Bibliothek und verschiedene Sportmöglichkeiten, darunter eine Schwimmhalle und eine Sporthalle.